# Dog Days (1925)
Dog Days é um curta-metragem mudo de comédia de 1925 dirigido por Robert F. McGowan. Foi o 36º curta de Our Gang lançado.

## Sinopse
Os meninos estão exibindo seus cães uns para os outros quando a garotinha rica Mary Kornman passa em seu carrinho puxado por um pônei. Quando o pônei foge, Mickey vem em socorro com seu cachorro. Em gratidão, Mary convida todos os meninos e seus cães para sua festa, para desgosto de sua mãe rica (Lyle Tayo).

## Elenco

### A Gangue
- Joe Cobb – Joe
- Jackie Condon – Jackie
- Mickey Daniels – Mickey
- Allen Hoskins – Farina
- Eugene Jackson – Pineapple
- Mary Kornman – Mary
- Pal the Dog – Ele Mesmo

### Elenco adicional
- Johnny Downs – menino na festa
- Peggy Ahern – garota na festa
- Ivandell Carter – garota na festa
- William Gillespie – pai de Mary
- Joseph Morrison – mordomo
- Lyle Tayo – mãe
- Dorothy Vernon – mãe de Mickey